# Neurinome de l'acoustique
 Mise en garde médicale
Le neurinome du nerf vestibulocochléaire (VIIIe paire crânienne) est une tumeur bénigne dont les signes cliniques sont variables et trompeurs : surdité de perception unilatérale, acouphènes, vertiges, paralysie faciale, etc.

## Épidémiologie
Il constitue un peu moins de 10 % des tumeurs intracrâniennes. L'incidence tend à croître mais probablement du fait d'un meilleur dépistage. L'âge moyen de la découverte est de 60 ans.

## Causes
L'usage intensif du téléphone portable a été suspecté un temps de favoriser la survenue d'un neurinome. Cette hypothèse a été infirmée. Par, contre, l'exposition au bruit pourrait avoir un rôle.
Le neurinome de l'acoustique est le plus souvent isolé mais peut se voir dans le cadre d'une neurofibromatose de type II.

## Symptomatologie
Le neurinome est découvert lors d'un examen systématique (patient asymptomatique) dans un quart des cas.
Le plus souvent on rencontrera un trouble de l'équilibre plus ou moins permanent à type d'embardée lors de la marche, augmentant aux mouvements brusques de la tête et à l'obscurité, associé à des signes auditifs unilatéraux qui sont prédominants, acouphènes anciens, hypoacousie avec mauvaise compréhension.
On pourra également rencontrer une crise menièriforme de départ.

## Signes cliniques

### Signes vestibulaires
On peut retrouver de manière inconstante un nystagmus spontané horizonto-rotatoire battant du côté sain, 
une surdité ou hypoacousie unilatérale.
Il existe une aréflexie ou importante hyporéflexie unilatérale aux épreuves caloriques qui sont, la plupart du temps compensées, et même dans 10 % des cas la réflexie est normale.
Il n'existe pas de signes de centralité à ce stade.

### Signes auditifs
Ce sont eux qui poussent le patient à consulter et sont quasiment constant lorsque le patient est symptomatique. Outre la surdité unilatérale, il existe une abolition ou une élévation du seuil du réflexe stapédien, une mauvaise compréhension vocale. Des acouphènes unilatéraux sont décrits dans plus de la moitié des cas.
Les potentiels évoqués auditifs montrent un intervalle I/V allongé ou un tracé désorganisé.
On confirmera le diagnostic par une IRM cérébrale qui peut montrer des tumeurs de l'ordre de 2 mm de diamètre. Les images sont suffisamment évocatrices pour qu'il n'y aie pas besoin de confirmation histologique.
Il faudra retenir trois choses primordiales :
1. Devant toute surdité de perception, explorer systématiquement la fonction vestibulaire ;
2. Devant un vertige avec aréflexie vestibulaire, l'absence de déficit auditif n'élimine pas un neurinome ;
3. Un examen calorique normal plus une surdité de perception n'éliminent pas non plus un neurinome.

## Évolution
Le développement du schwannome dans l'angle ponto-cérébelleux met en évidence des signes vestibulaires centraux témoins de la compression du tronc cérébral et du flocculus cérébelleux. Ces signes sont une anomalie du test de fixation oculaire, un nystagmus de type central (vertical, pur et multidirectionnel ou nystagmus perverti), une oculographie anormale, avec dysmétries des saccades ou des poursuites saccadiques.
Il peut exister une atteinte du V (avec une véritable névralgie du trijumeau ou de simples paresthésies de la face) et ou du VII ainsi que des signes cérébelleux, hypertension intracrânienne.
Les symptômes ne sont pas forcément corrélé avec la taille du neurinome.

## Traitement
La prise en charge du neurinome de l'acoustique a fait l'objet de la publication de recommandation. Celles de l'« European Association of Neuro-Oncology » datent de 2020.
Selon le degré d'évolution du neurinome, le traitement consiste en une simple surveillance, une radiothérapie ou une intervention chirurgicale, intervention très délicate dont le principe est d'enlever la tumeur ce qui nécessite parfois de couper le nerf auditif et peut endommager le nerf facial.
Pour les tumeurs de petite taille et peu symptomatique, une simple surveillance est préconisée, clinique et par IRM.
Le traitement radiochirurgical  permet souvent de stabiliser la tumeur, sans la détruire, mais agit peu sur les symptômes. Il s'effectue soit par Gamma knife, soit par Cyberknife.
Pour les tumeurs de grande taille ou responsables de vertiges importants, le traitement chirurgical est souvent nécessaire permettant l’exérèse complète ou partielle de la tumeur. La chirurgie évite les crises de vertige et en cas d'instabilité elle peut être suivie d'une rééducation vestibulaire.
Les traitements par chirurgie et radiochirurgie peuvent être associés : lors de l’exérèse chirurgicale le chirurgien peut respecter la zone de tumeur adhérente au nerf facial et traiter ultérieurement ce résidu tumoral par radiochirurgie. De même, une tumeur évoluant malgré un traitement initial par radiochirurgie, peut encore bénéficier d'un traitement chirurgical.